# Ivan Quintans
Ivan Quintans (ur. 15 października 1989) – liechtensteiński piłkarz grający na pozycji lewego obrońcy. Od 2011 roku jest zawodnikiem klubu FC Balzers.

## Kariera klubowa
Swoją karierę piłkarską Quintans rozpoczął w klubie FC Schaan. Zadebiutował w nim w 2007 roku. W Schaan grał do końca 2009 roku. W 2010 roku przeszedł do USV Eschen/Mauren. Na początku 2011 roku ponownie zmienił klub i został zawodnikiem FC Balzers.

## Kariera reprezentacyjna
W reprezentacji Liechtensteinu Quintans zadebiutował 11 listopada 2011 roku w przegranym 0:5 towarzyskim meczu z Węgrami, rozegranym w Budapeszcie.